# Sunnyslope Lodge
Sunnyslope Lodge  es un edificio histórico ubicado en San Diego, California.  Sunnyslope Lodge se encuentra inscrito  en el Registro Nacional de Lugares Históricos desde el 24 de septiembre de 1999.

## Ubicación
Sunnyslope Lodge se encuentra dentro del condado de San Diego en las coordenadas 32°44′44″N 117°09′52″O / 32.745556, -117.164444.